# Campo dello scudo
In araldica, il termine campo in senso stretto indica la superficie dello scudo. In una prima estensione del significato, il campo indica anche il modo in cui, nel suo insieme, è trattata la superficie dello scudo. Indica in tal caso l'"attributo di campo", cioè il modo in cui la superficie è stata riempita. In un'ulteriore estensione del significato, questo "attributo del campo" si può applicare a una superficie qualsiasi, e non solo al campo propriamente detto.
Tutte le componenti del blasone hanno un attributo di campo. Ve ne sono tre categorie principali:
- la maggior parte delle volte l'attributo di campo è uno smalto uniforme (un colore o un metallo);
- può anche essere una pelliccia (o fodera): armellino e vaio, contrarmellino e controvaio;
- il campo può essere anche ripartito o seminato.

Taluni araldisti, quali ad esempio quelli inglesi, ammettono che il campo di uno scudo possa essere costituito da un paesaggio, ma probabilmente si tratta solo dell'equivalente dell'italiano campo di cielo.
Per estensione, uno scudo, o un qualsiasi elemento, può essere oggetto di una partizione preliminare, ed in tal caso ogni elemento della partizione è trattato separatamente. Per descrivere l'attributo di campo si blasonerà allora la partizione, ma in questo caso non si parla più di campo in senso stretto.
Così, le armi raffigurate a fianco (della Contea di Gradisca) non hanno un campo in senso stretto, ma sono composte da una figura (una croce ancorata) posta su uno sfondo composto, il che si potrebbe blasonare semplicemente Una croce ancorata d'argento su un campo troncato d'oro e d'azzurro. Se invece si descrive prima il fondo, è preferibile dire troncato d'oro e d'azzurro, alla croce ancorata d'argento attraversante sul tutto, per evitare possibile confusione — dovuta a una virgola — con delle armi blasonate come troncato d'oro, e d'azzurro alla croce ancorata d'argento, in cui la croce sarebbe caricata solo sulla parte inferiore dello scudo.

## Il campo ed il fondo

Vexin Français: Il campo è d'azzurro seminato di gigli d'oro (un seminato), il lambello a tre pendenti ha invece un fondo d'armellino (una pelliccia).

Il fondo indica il modo in cui è colorata una data superficie. È ciò che ricopre tutta la tavola d'aspettazione di uno scudo (il campo in senso stretto), ma anche una partizione, o una figura.
Tutto ciò che ha una superficie, che serva da fondo, riceve un "attributo di campo", che descrive il trattamento di riempimento di base. L'enunciazione di questo attributo corrisponde al primo trattamento logico di una pezza presente nelle armi: dal momento in cui è tracciato il contorno, se ne può porre il fondo. Nella blasonatura, italiana o francese, il trattamento del campo di norma segue immediatamente l'enunciazione dell'elemento trattato. Il fondo viene prima delle pezze e delle figure che vi si vengano eventualmente a sovrapporre. Così, se un palo di rosso è tagliato in due da una figura "attraversante sul tutto", il fondo del palo corrisponde a tutta la sua superficie, supposta uniforme e tutta d'un pezzo, prima che il carico vi sia sovrapposto.
In pratica, le pezze e le figure possono essere utilizzate come supporto per delle armi: Caso tipico è quello del capo. Il fondo della pezza (il capo) serve allora da campo, che può essere ripartito e caricato proprio come se fosse uno scudo completo. Tutto ciò che si dice di un campo può quindi essere applicato a un fondo. Al contrario, tutto ciò che si può dire del fondo si applica ugualmente al campo, salvo per ciò che riguarda le partizioni del fondo, poiché il campo, per sua natura, non è ripartito.
In un blasone, quando un elemento è detto «del campo», si tratta ovviamente del fondo dello scudo (o della partizione che si sta blasonando), non della pezza che si descrive.

## Tipi di campo
Comprendendo anche il caso dello scudo con il fondo di colore uniforme, su cui sono inseriti dei carichi araldici, si possono presentare i casi seguenti.

### Campo pieno, ocampeggiato
Il campo della tavola di aspettazione può essere pieno o ricevere delle figure e delle pezze. È detto pieno lo scudo di un solo smalto, senza figure. Si tratta del tipo di arma più semplice. Per blasonare uno scudo formato da un campo senza figure o pezze, si enuncia il suo smalto e lo si definisce pieno («d'argento pieno», vedere gli esempi dati ai vari smalti). Si dice anche, più raramente, «campeggiato d'argento» per dire che il campo è pieno. Al contrario, quando è piena solo una partizione questo termine può essere omesso.

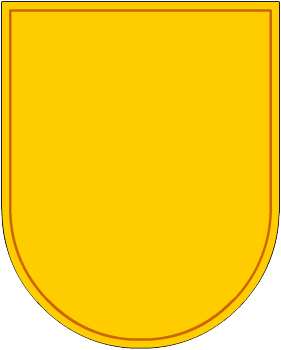
d'oro pieno (o campeggiato d'oro)
di rosso pieno (o campeggiato di rosso)

### Campo seminato
Un piccolo mobile è ripetuto molte volte sul campo. Il numero delle ripetizioni non è fisso e tale mancanza di definizione è motivata anche dal fatto che i mobili presenti ai bordi sono incompleti e danno l'impressione di continuare oltre i limiti dello scudo o scompaiono al di sotto di altri carichi che li attraversano.
Il campo e i mobili seguono la regola di contrasto dei colori.
Raramente si possono trovare campi seminati in cui compaiono due mobili diversi che si presentano alternati. I due mobili possono essere anche di smalti diversi.
Talora il campo seminato è caricato di un cancellato e, in questo caso, in ogni finestra del cancellato compare un mobile del seminato. In questo caso si usa talvolta l'espressione seminato internamente (i francesi usano il termine entre-semé).
Molto di rado è possibile trovare un seminato in cui il fondo non è costituito da uno smalto uniforme ma da un campo ripartito, ad esempio un palato.
Di norma il campo seminato si blasona come: di <smalto A> seminato di <figure> di <smalto B> o, talora, di <smalto A> alle <figure> di <smalto B>. In passato, particolarmente in Francia, si usava: seminato di <figure> di <smalto B> sul campo di <smalto A>.

D'azzurro, seminato di gigli d'oro (arma detta di Francia antica, sostituita in tempi più recenti dal classico d'azzurro, a tre gigli d'oro)
D'oro, seminato di gigli e torri d'azzurro (stemma della famiglia de Simiane)
D'oro, seminato di campanelli saldati d'argento, ciascuno sostenuto da un crescente di rosso (Anglure, Francia)
D'oro, seminato di angoli di rosso, con le punte in alto, alternati a campanelli saldati d'argento (questa arma potrebbe essere in realtà solo una diversa blasonatura della precedente)
D'azzurro, al cavallo spaventato d'argento; al capo dello stesso, seminato di mazzetti di tre ciliegie di rosso, fogliate di verde, alternati a mazzetti di tre foglie di patata dello stesso (Plerguer, Francia)
Di rosso, seminato di gigli d'oro, cancellato di quattordici pezzi d'argento (o anche di rosso, cancellato d'argento di quattordici pezzi, seminato internamento di gigli d'oro) (Béthonsart, Francia)
Palato d'azzurro e di rosso, seminato di rose d'oro attraversanti sui pali; sul tutto d'argento, al noce di verde (Ornaisons, Francia)

Un caso particolare di campo seminato è la pelliccia detta armellino.
Le figure seminate nel campo sono di norma poste in palo (cioè si presentano nella loro posizione araldica verticale, quasi sempre posizione ordinaria) e sono ordinate in fascia (cioè in file orizzontali). La fila corrisponde allora a una serie di figure ripetute in senso orizzontale. Un campo seminato è coperto usualmente di circa sei file: se il numero delle file è molto diverso sarebbe opportuno blasonarlo. In senso verticale ogni fila è solitamente scalata di una mezza ripetizione, facendo sì che le figure sembrino disposte in quinconce. Nel caso in cui le figure siano allineate anche verticalmente l'una sotto l'altra, il motivo è detto in palo.

#### Vocabolario del campo seminato
Nell'uso araldico comune alcuni campi seminati di figure che si presentano con particolare frequenza, sono designati da un termine unico che ne sintetizza la descrizione.
- Bisantato

Seminato di bisanti, cioè di cerchi di metallo su un fondo di colore. Nel caso di cerchi di colore su un fondo di metallo i francesi utilizzano il termine tourtelé, mentre in Italia il corrispondente tortellato non è mai entrato nell'uso.
- Bigliettato

Seminato di biglietti, cioè di rettangoli verticali. Se i biglietti sono disposti orizzontalmente, si preferisce l'espressione bigliettato in fascia. In Italia si usa spesso anche il termine plintato.
- Castellato

Seminato di castelli molto stilizzati, solitamente semplificati in piccole torri. Il termine in Italia è poco utilizzato, mentre in Francia sono di uso frequente i corrispondenti castelé e châtelé.
- Fiordalisato

Molto raramente il termine indica un seminato di gigli (araldici), ma l'uso dovrebbe essere riservato alle pezze che si presentano con dei gigli (croci, scettri, bordure, etc.), soprattutto alle estremità.
- Gocciato

Seminato di gocce: è di uso rarissimo.
- Plintato

Equivalente di bigliettato: spesso i biglietti sono definiti anche plinti.
- Stellato

Seminato di stelle, per lo più a cinque punte ma non solo.
- Tortorato

Seminato di tortore: è di uso rarissimo.

### Campo ripartito
Il campo è definito ripartito quando lo si può considerare costituito da un numero variabile (generalmente non superiore a 6) di porzioni, affiancate tra loro, orientate secondo le principali direzioni araldiche (palo, fascia, banda, sbarra, scaglione) e, a loro volta, partite secondo le stesse direzioni araldiche (partito, troncato, tranciato, tagliato, troncato in scaglione). Questa definizione esclude, quindi, il caso in cui una singola pezza sia ripetuta più volte sullo scudo, così come esclude il caso dei campi pavimentati, quali lo scaccato, il losangato, e simili.
Non tutti gli araldisti sono d'accordo nell'inserire tra i campi ripartiti anche il campo gheronato.
Di norma il campo ripartito si blasona come: [palato / fasciato / trinciato / tagliato / scaglionato] di <smalto A> e di <smalto B> di <numero> pezzi. Il primo smalto da blasonare è quello che occupa l'angolo destro superiore dello scudo, tranne nel caso del trinciato in cui il primo smalto è quello che si posiziona nell'angolo superiore sinistro. Nella blasonatura di stile italo-francese si suole omettere il numero dei pezzi quando questo è pari e sei.

Fasciato d'oro e d'azzurro di otto pezzi (Habarcq, Francia). Si può considerare composto da quattro zone orizzontali sovrapposte, ciascuna troncata d'oro e d'azzurro.
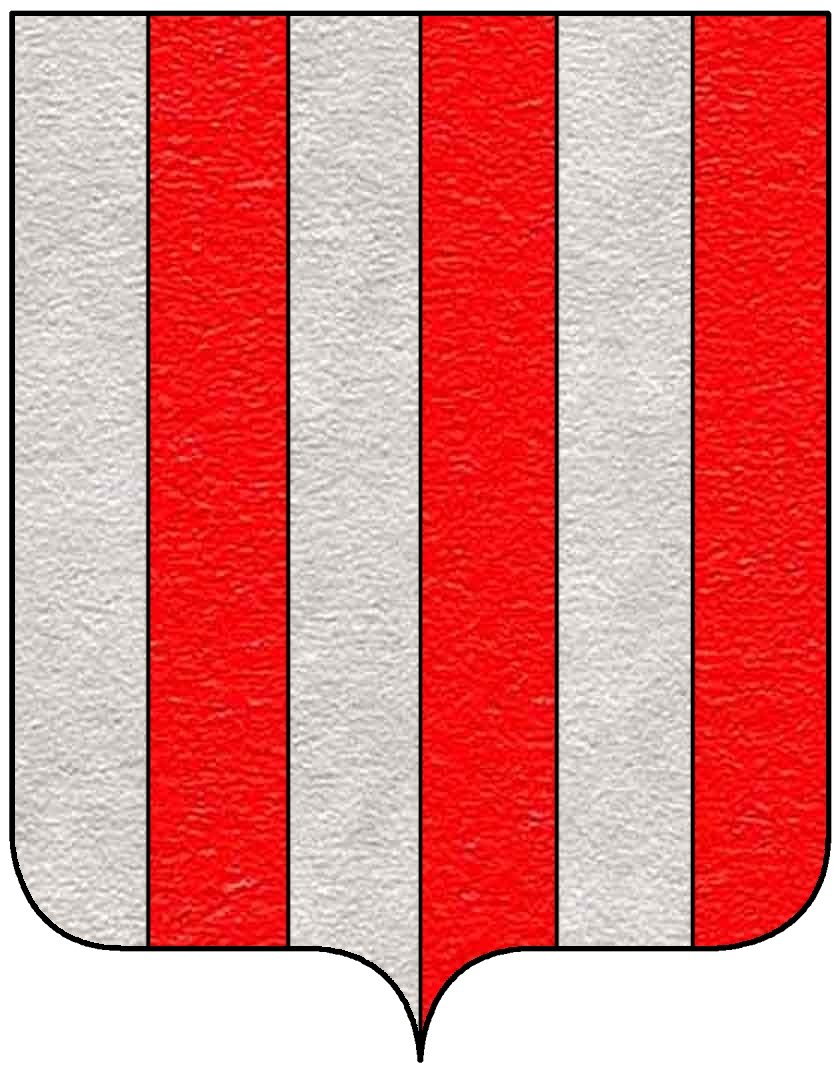
Palato d'argento e di rosso di sei pezzi (stemma della famiglia D'Arlì). Si può considerare composto da tre zone verticali affiancate, ciascuna partita d'argento e di rosso.
Bandato di rosso e di vaio di sei pezzi (Lauwin-Planque, Francia). Si può considerare composto da tre zone orientate nel senso della banda, ciascuna trinciata di rosso e di vaio.
Sbarrato d'oro e di verde (Aigues-Vives, Francia). Si può considerare composto da due zone orientate nel senso della sbarra, ciascuna tagliata d'oro e di verde.
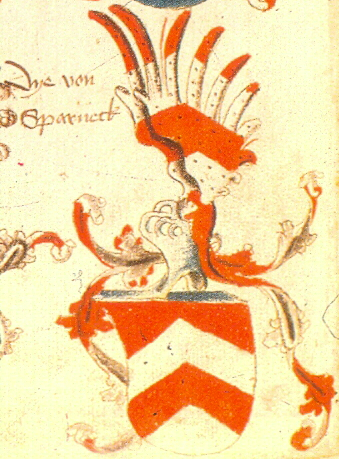
Scaglionato di rosso e d'argento di quattro pezzi (stemma della famiglia von Sparneck). Si può considerare composto da due zone in forma di scaglione sovrapposte, ciascuna troncata in scaglione di rosso e d'argento.
Gheronato d'oro e d'azzurro di sei pezzi (Rouvroy-sur-Marne, Francia). Questa configurazione non sembra riconducibile ad una serie di zone simili affiancate e tutte divise da una stessa partizione.

#### Vocabolario del campo ripartito
- Contra-

Questo prefisso indica che lo scudo è a sua volta diviso da una linea, sempre orientata secondo una delle direzioni araldiche, in due aree in cui gli smalti delle ripartizioni sono invertiti, equivalendo quindi a un passaggio dall'uno all'altro. La direzione araldica della linea di separazione viene abitualmente omessa quando è perpendicolare alla direzione delle ripartizioni; negli altri casi deve essere blasonata. Nella blasonatura è possibile indicare sia la partizione che divide in due lo scudo, sia la sola direzione araldica, ad esempio: contrabandato partito o contrabandato in palo.

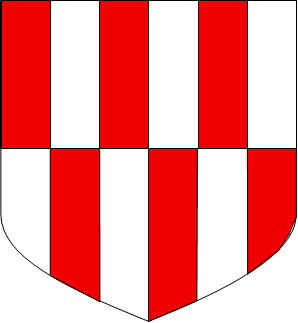
Contrapalato (di sei pezzi) di rosso e d'argento
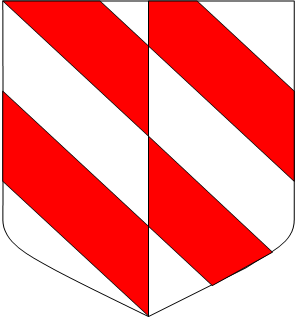
Contrabandato in palo (di sei pezzi) di argento e rosso
Contrafasciato (partito) d'oro e di verde di sei pezzi

Quando i due settori dello studio presentano smalti diversi non si può parlare di campo ripartito, ma di due partizioni separate ognuna delle quali porta smalti suoi propri.

partito: nel 1º sbarrato d'oro e di azzurro di otto pezzi; nel 2º bandato d'argento e di rosso di otto pezzi

- Bandato

Il campo è diviso in parti uguali da linee orientate nel verso della banda. Il termine si usa quando le parti sono fino a otto (sei non si blasonano). Oltre le otto si preferisce cotissato.
- Burellato

Il campo è diviso in parti uguali da linee orientate nel verso della fascia quando le parti sono più di otto. Quando le parti sono meno di dieci si preferisce il termine fasciato.
- Cotissato

Il campo è diviso in parti uguali da linee orientate nel verso della banda quando le parti sono più di otto. Quando le parti sono meno di dieci si preferisce il termine bandato.
- Cotissato in sbarra oppure traversato (o, meno bene, controcotissato)

Il campo è diviso in parti uguali da linee orientate nel verso della sbarra quando le parti sono più di otto. Quando le parti sono meno di dieci si preferisce il termine sbarrato.
- Fasciato

Il campo è diviso in parti uguali da linee orientate nel verso della fascia. Il termine si usa quando le parti sono fino a otto (sei non si blasonano). Oltre le otto si preferisce burellato.
- Palato

Il campo è diviso in parti uguali da linee orientate nel verso del palo. Il termine si usa quando le parti sono fino a otto (sei non si blasonano). Oltre le otto si preferisce verghettato.
- Sbarrato

Il campo è diviso in parti uguali da linee orientate nel verso della sbarra. Il termine si usa quando le parti sono fino a otto (sei non si blasonano). Oltre le otto si preferisce cotissato in sbarra oppure traversato; taluni usano il termine controsbarrato, ma quest'ultimo termine può ingenerare confusione con il campo cotissato in sbarra diviso in due da una linea di partizione posta in banda.
- Scaglionato

Il campo è diviso in parti uguali da linee poste in scaglione. Il termine si usa quando le parti sono fino a otto (sei non si blasonano).
- Verghettato

Il campo è diviso in parti uguali da linee orientate nel verso del palo quando le parti sono più di otto. Quando le parti sono meno di dieci si preferisce il termine palato.

### Campo pavimentato, opavé
Un campo si dice pavimentato quando la ripetizione delle figure copre l'intero campo che, allora, non è più visibile. Si può anche dire che sia la ripetizione delle figure a costituire il campo.
Si presentano diversi casi:
- lo stesso mobile è ripetuto utilizzando due smalti diversi alternati. Il mobile può essere riflesso in senso verticale - più raramente orizzontale - se necessario per coprire l'intera area; un caso esemplare è quello del vaio, e sue varianti.
- lo stesso mobile si ripete sempre nello stesso smalto, e allora è necessario vi sia un filetto separatore di smalto diverso. È questo il caso del murato e dello squamato. In questo caso il mobile diviene il campo, e il filetto caratterizza il tipo di pavimentazione. La blasonatura di questa forma è: di <smalto A> murato (o squamato) di <smalto B>. Un caso particolare, molto raro, è quello del campo pavimentato di esagoni in forma di alveare, come nel quarto inferiore sinistro dello stemma di Fusagasugá, comune colombiano del dipartimento di Cundinamarca.

Poiché la pavimentazione è da considerarsi un giustapposizione e non una sovrapposizione, venendo ad assumere un carattere simile a quello delle partizioni, non è soggetta alla regola di contrasto dei colori.
Molto raramente il pavimentato può essere costituito da due mobili diversi, di forma complementare e di smalto differente. Un esempio sono il cerchio (bisante o torte) e la forma ad asso di quadri. In questo caso si può considerare che una forma costituisca il campo e l'altra sia un seminato, ma tale interpretazione è controversa.
Non risultano, infine, termini generali idonei a definire campi pavimentati ricoperti da combinazioni originali quali le lucertole di Maurits Cornelis Escher.

Fogliato d'oro e di rosso (Saint-Amand-Longpré, Francia)
Piumato d'oro e di nero (Mérignies, Francia)
Troncato inchiavato: nel 1º d'argento murato di nero, caricato di un'aquila sorante rivoltata dello stesso, illuminata, armata e lampassata di rosso; nel 2º d'azzurro, alla croce patente circolare d'oro (Pillon, Francia)
D'argento murato di nero di sei pezzi, 3, 2 e 1, ciascuno caricato di un merlotto dello stesso (blasone di Charles de Marillac, XVI sec.)
Inquartato: nel 1º d'argento, alla rosa di rosso; nel 2º e 3º d'arancio, murato di sette mattoni di nero; nel 4º d'argento, al ceppo di vite di verde, fruttato d'azzurro, al tutore di nero (Comblanchien, Francia)
Di rosso, squamato d'argento (Ronquerolles, Francia)
D'argento, squamato di rosso, le squame caricate da un trifoglio di verde (alias d'argento seminato di trifogli di verde, squamato di rosso) (Flavacourt, Francia)
inquartato: nel 4º d'oro alveolato di nero… (Fusagasugá, Colombia)
Tagliato: nel 2º d'argento, alveolato d'oro (Saint-Léonard, Francia)
Pavimentato di lucertole d'oro, di rosso e di verde

Casi particolari di campo pavimentato sono la pelliccia detta vaio e lo scaccato.

#### Vocabolario del campo pavimentato
- Alveolato

È il campo coperto da esagoni regolari posti ad alveolare. Il termine si riferisce allo smalto delle linee che delimitano gli esagoni.
- Cancellato

È il campo caricato di almeno tre cotisse poste in banda e altrettante cotisse in sbarra. Quando questo attributo è riferito a una pezza o a una figura si usa anche il termine graticolato.
- Fogliato

È il campo ricoperto di foglie stilizzate simili alle cime dei monti all'italiana.
- Grigliato

È il campo caricato di almeno tre burelle e altrettante verghette.
- Inchiodato

Campo cancellato che presenta chiodi di smalto diverso da quello delle cotisse.
- Inferriato

Campo cancellato che presenta chiodi dello stesso smalto delle cotisse.
- Mattonato

È il campo interamente ricoperto da rettangoli disposti in file orizzontali scalate l'una rispetto all'altra di mezzo mattone. Il termine è utilizzato per indicare lo smalto delle linee di separazione tra i mattoni.
- Murato

Il termine è sinonimo di mattonato, ma è utilizzato prevalentemente come attributo di figure araldiche quali castelli, torri, ponti e simili.
- Piumato

È il campo ricoperto di piume stilizzate disposte a scaglia di pesce, in cui sono evidenziati il nervo e le barbe. Compare molto raramente.
- Screziato

Di norma questo termine è un attributo di figure di animali con la pelle o le ali macchiettate. Raramente è impiegato, a similitudine del corrispondente termine francese miraillé, per indicare uno scudo suddiviso in settori geometrici adiacenti della stessa forma: in questa accezione si può dire che il mattonato è un caso particolare dello screziato che si presenta quando i settori geometrici hanno la forma di rettangoli posti orizzontalmente.
- Squamato

È il campo ricoperto di scaglie con bordo semicircolare rivolto verso il basso di smalto diverso.

### Casi particolari: Paillé e Diaprato

D'argento alla fascia d'azzuro paillée d'oro

#### Paillé
Il paillé è un motivo ornamentale posto su una pezza onorevole, costituito da una ripetizione lineare di anelli annodati tra loro da arabeschi, e contenente una piccola figura araldica (leone, aquila o giglio) che non è blasonata. «D'argento alla fascia di rosso paillée d'oro».
Il paillé si distingue dai seminati o dalle pellicce perché il motivo è più largo, ed è ripetuto in una sola direzione: In una fascia o in un palo, il paillé darà origine a una ripetizione di tre o quattro elementi, a seconda della larghezza più o meno grande del margine.
Il paillé trae ispirazione dai motivi ripetitivi dei tessuti orientali, riccamente ornati di fili d'oro. È utilizzato proprio come un tessuto, per ricoprire pezze allungate con i bordi paralleli.

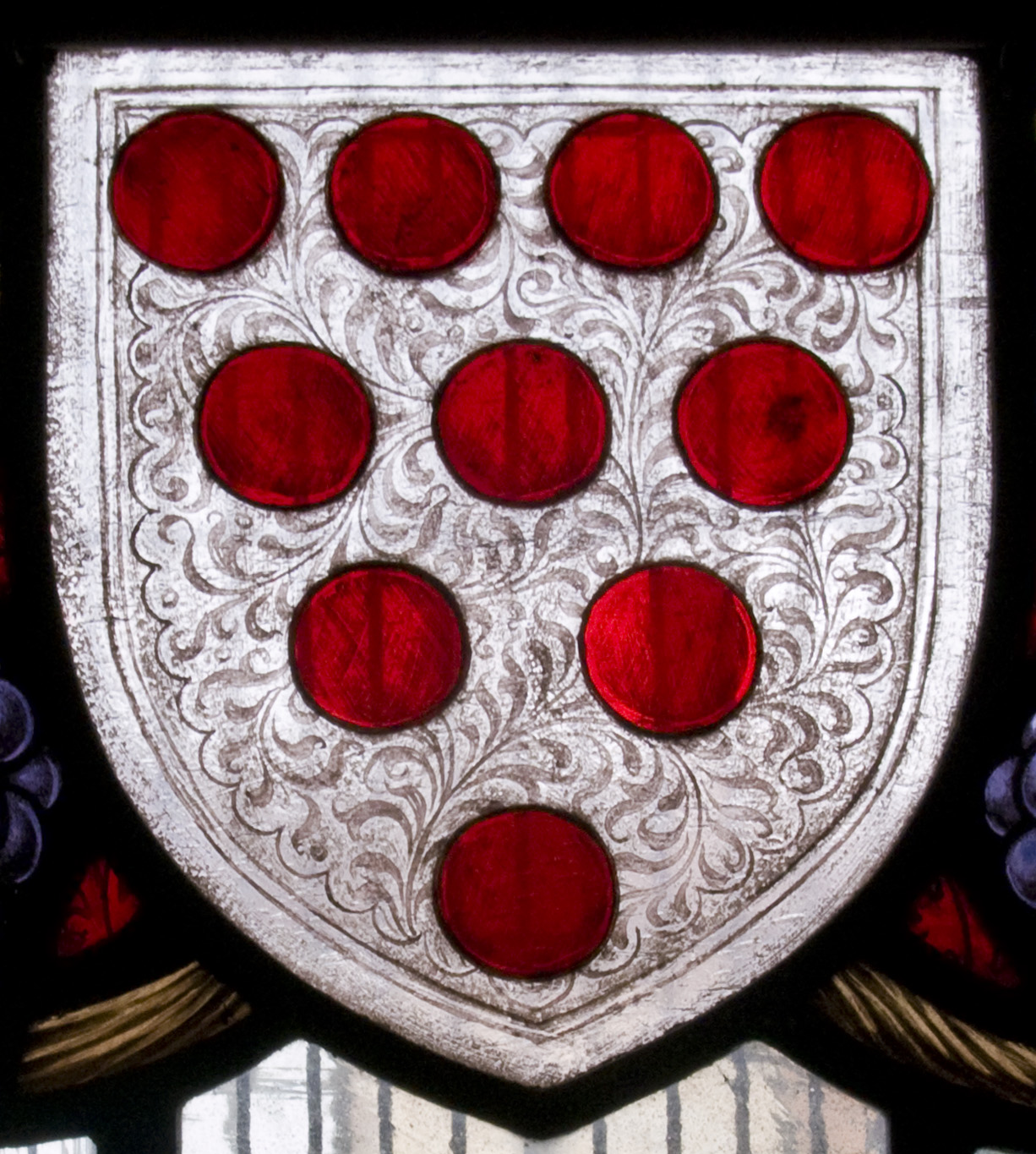
D'argento diaprato, a dieci torte di rosso, 4, 3, 2 e 1

#### Diaprato
Il diaprato è un effetto stilistico, che consiste nell'ornare con arabeschi decorativi, un grande spazio del campo, per riempirlo visivamente ma senza figure.
Si distingue dalle ombre perché le linee non richiamano apertamente il contorno di una figura ben identificabile, e si distingue dal paillé (che si blasona) per l'assenza di anelli o di sagome di figure.
Il diaprato non è uno smalto, ma un arricchimento stilistico avente lo scopo di arredare e valorizzare le superficie. Non si blasona.

## Il campo come attributo di una pezza o di una figura
Tutto quanto detto per la formazione del campo dello scudo può essere trasferito nella definizione dell'attributo di smalto di una pezza o di una figura; possono presentarsi, quindi, carichi di smalto pieno, o seminati, o ripartiti o pavimentati. Esistono, però, alcuni adattamenti che si verificano soprattutto nel caso delle pezze ad andamento lineare, quali la banda o la bordura. In questi casi la ripetizione del motivo può ridursi a una sola fila. I due tipi più frequenti sono il composto e l'inchiavato.